# 아임 인 더 밴드
《아임 인 더 밴드》(영어: I'm in the Band) 혹은 라이프 오브 더 록 밴드는 2009년 11월 27일부터 2011년 12월 9일까지 디즈니 XD에서 방영된 10대 시트콤이다.

## 개요
10대 소년 트립 캠벨은 평소 좋아하던 한물 간 록 밴드 아이언 위즐의 새 기타리스트가 되는 기회를 얻는다. 이후 아이언 위즐과 트립이 함께 재기를 노리는 과정에서 갖은 소동이 벌어진다.

## 출연
- 로건 밀러 - 트립 캠벨 역
- 스티븐 풀 - 애시 역
- 그레그 베이커 - 버거 피트 역
- 케이틀린 테일러 러브 - 이지 프웬테스 역
- 스티브 밸런타인 - 데릭 주피터 역